# Три гильзы от английского карабина

Кадр из фильма

«Три гильзы от английского карабина» — приключенческий художественный фильм, снятый в 1983 году на киностудии им. Довженко режиссёром Владимиром Довганем. Лидер отечественного проката — за первые 12 месяцев фильм посмотрели 7,8 млн зрителей страны.

## Сюжет
Действие детективного фильма разворачивается после окончания Гражданской войны осенью 1922 года. На Украине свирепствуют банды, состоящие из врагов Советской власти. Одна из них, под руководством главаря Волоха, совершила очередное преступление — убита сельская учительница. Расследование поручено сотрудникам уездной милиции во главе с Тихоном Глобой.

## В ролях
- Ярослав Гаврилюк — Тихон Глоба, начальник милиции,
- Федор Шмаков — дядька Иван,
- Виктор Мирошниченко — Лазебник,
- Леонид Яновский — Соколов
- Евгений Паперный — Вакулюк,
- Николай Шутько — Волох, главарь банды,
- Валерий Шептекита — Мацюк,
- Лариса Кадырова — Ярина,

## Съёмочная группа
- Автор сценария: Борис Силаев
- Режиссёр-постановщик: Владимир Довгань
- Оператор-постановщик: Вадим Ильенко
- Художник-постановщик: Владислав Капленко
- Композитор: Вячеслав Назаров
- Операторы: Игорь Чепусов, Александр Найда
- Художник по костюмам: Екатерина Гаккебуш